# Pteronemobius longispinus
Pteronemobius longispinus är en insektsart som beskrevs av Andrej Vasiljevitj Gorochov 1984. Pteronemobius longispinus ingår i släktet Pteronemobius och familjen syrsor. Inga underarter finns listade i Catalogue of Life.